# Municipio de Big River (condado de Jefferson)
El municipio de Big River (en inglés: Big River Township) es un municipio ubicado en el condado de Jefferson en el estado estadounidense de Misuri. En el año 2010 tenía una población de 6597 habitantes y una densidad poblacional de 26,81 personas por km².

## Geografía
El municipio de Big River se encuentra ubicado en las coordenadas 38°14′13″N 90°42′30″O / 38.23694, -90.70833. Según la Oficina del Censo de los Estados Unidos, el municipio tiene una superficie total de 246.04 km², de la cual 245.6 km² corresponden a tierra firme y (0.18%) 0.44 km² es agua.

## Demografía
Según el censo de 2010, había 6597 personas residiendo en el municipio de Big River. La densidad de población era de 26,81 hab./km². De los 6597 habitantes, el municipio de Big River estaba compuesto por el 97.91% blancos, el 0.29% eran afroamericanos, el 0.36% eran amerindios, el 0.17% eran asiáticos, el 0.02% eran isleños del Pacífico, el 0.21% eran de otras razas y el 1.05% pertenecían a dos o más razas. Del total de la población el 0.95% eran hispanos o latinos de cualquier raza.